# Rebekah Brooks
Rebekah Brooks (ur. 27 maja 1968 w Warrington) – brytyjska dziennikarka, w latach 2000–2003 redaktor naczelna „News of the World”, w latach 2003–2007 redaktor naczelna „The Sun”.
W 2011 została aresztowana w związku z aferą podsłuchową (2006), jednak w czerwcu 2014 oczyszczono ją z zarzutów.